# Liste des voies du bois de la Cambre
Ci-dessous, la liste exhaustive des voies du bois de la Cambre en région bruxelloise. Les voies carrossables sont en caractères gras.

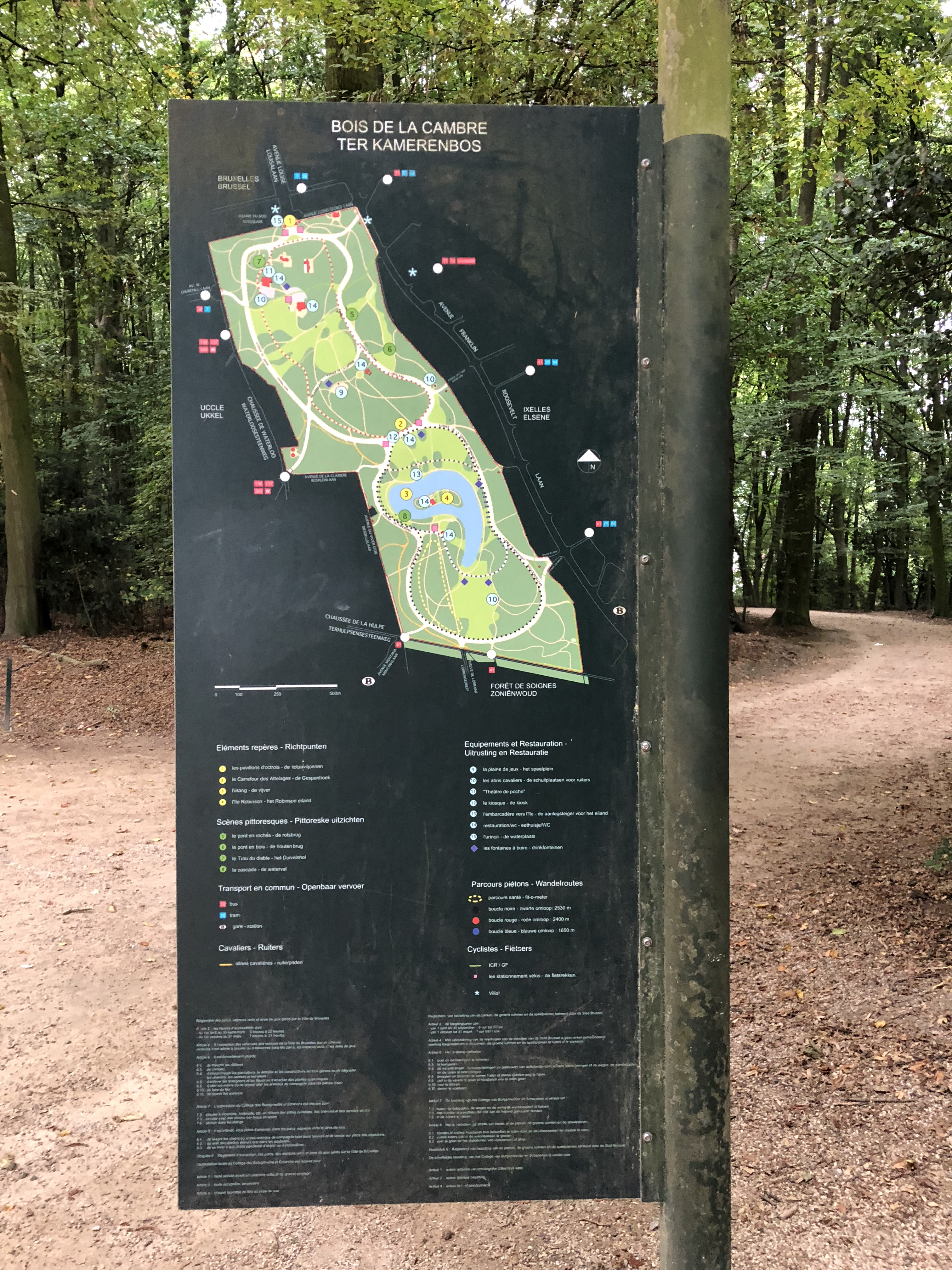
Panneau avec plan du bois de la Cambre.

### Annexes

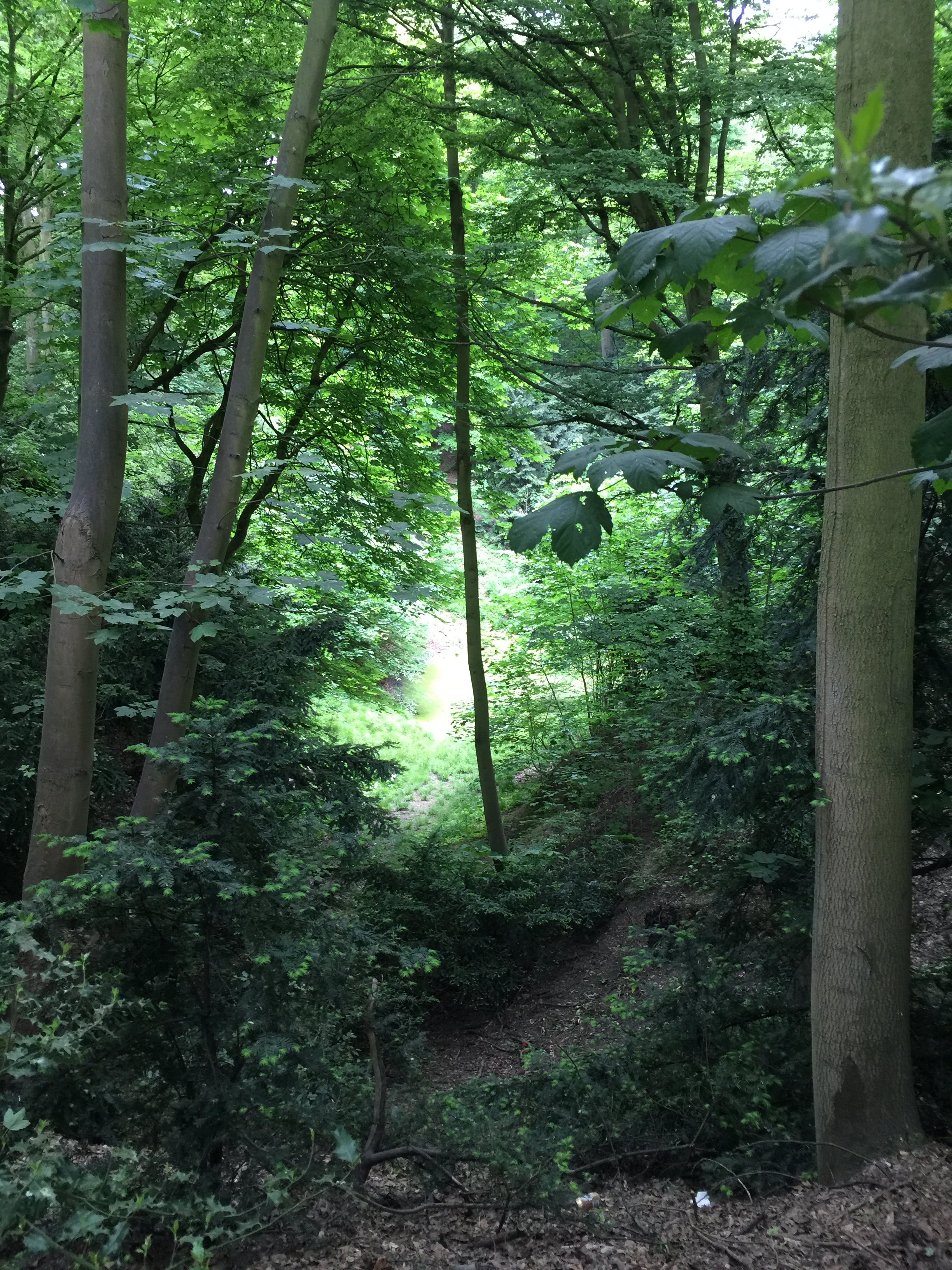
Le Trou du Diable
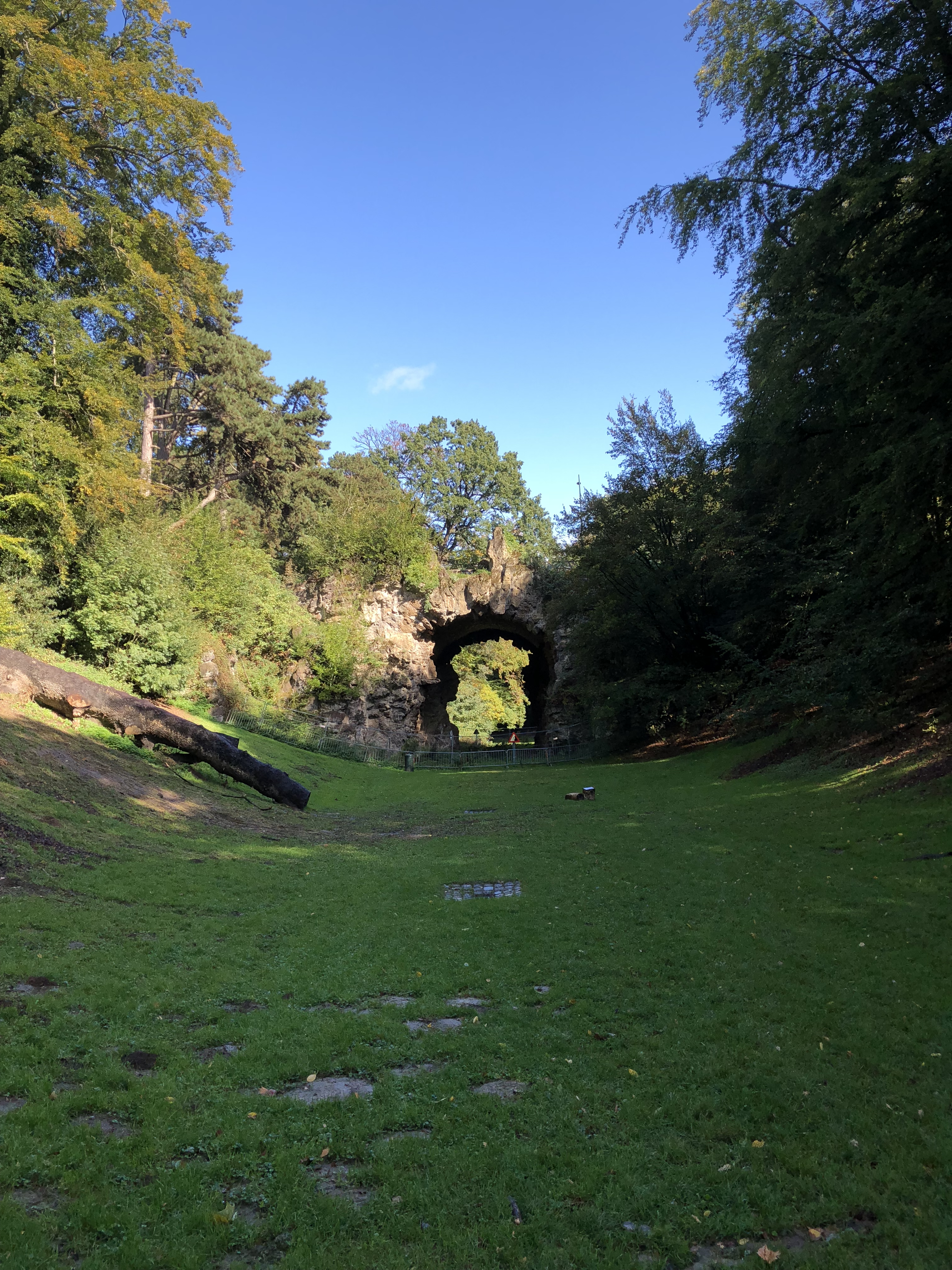
Le Pont Rustique
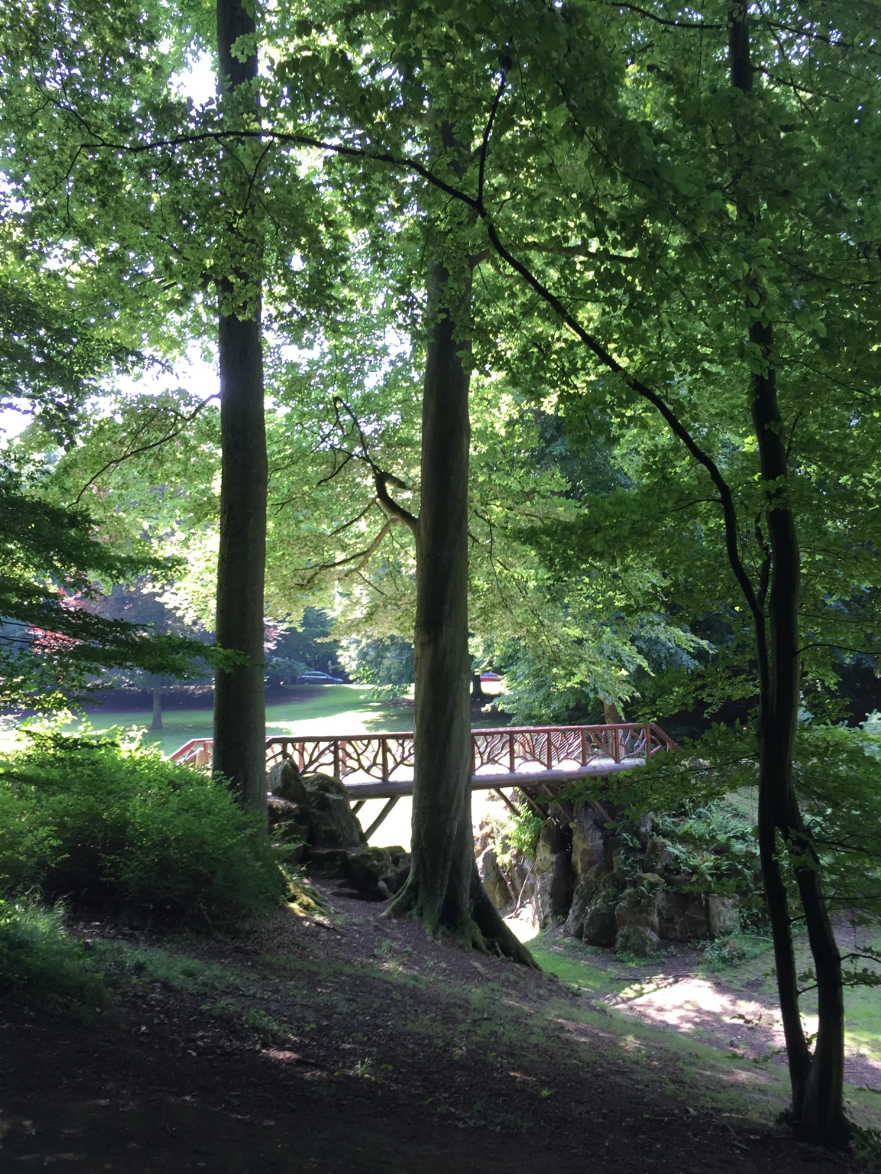
Le Pont en bois
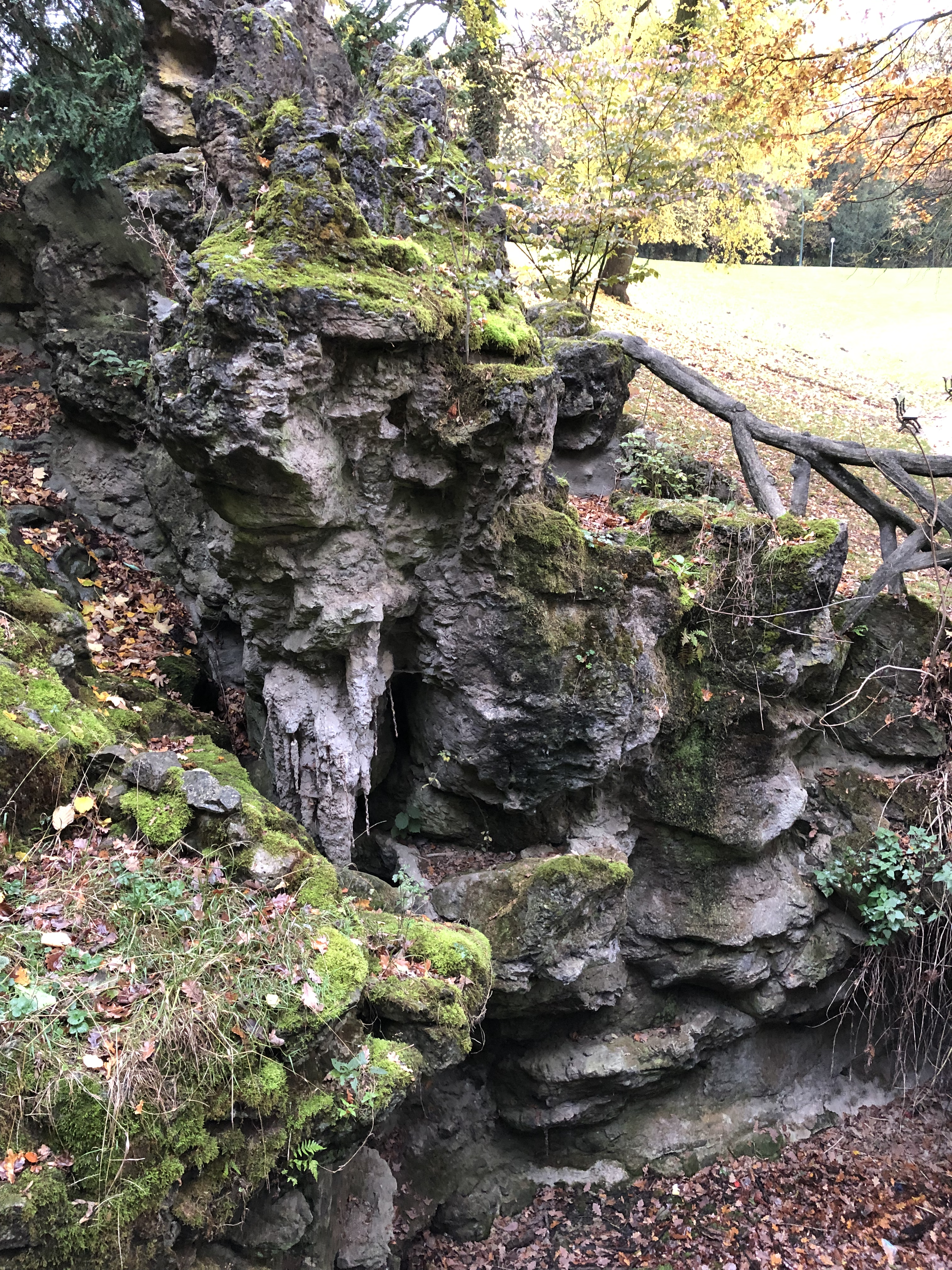
La Cascade

## Liste
| Nom                                          | Tenant et aboutissant                                              | Remarques | Photo |
| -------------------------------------------- | ------------------------------------------------------------------ | --- | ----- |
| Adonides (Sentier des)                       | Chaussée de Waterloo - Chemin du Crépuscule                        | nommé d'après Adonis, dieu de la mythologie grecque |       |
| Amazones (Allée des)                         | Chemin du Croquet - Avenue de Diane                                | plus longue allée du bois de la Cambre, un embranchement était autrefois réservé aux cavaliers |       |
| Anémones (Chemin des)                        | Chemin des Iris - Avenue de Boitsfort                              | |       |
| Arroches (Allée des)                         | Avenue Louise - Avenue de Diane                                    | se trouve entre le pavillon d'octroi de droite et le square du Bois |       |
| Attelages (Carrefour des)                    |                                                                    | |       |
| Aube (Chemin de l’)                          | Avenue de Cérès - Avenue de Flore                                  | un des plus longs chemins du bois de la Cambre, part sur le côté gauche des pavillons d'octroi puis par un pont rénové pour terminer sa course avenue de Flore à la hauteur de l'avenue de l'Orée |       |
| Aubépine (Chemin de l’)                      | Avenue de Groenendael - Sentier des Canotiers                      | embranchement peu fréquenté du sentier des Canotiers, longe un instant le lac et offre une vue proche de l'arrière du Chalet Robinson                                                             |       |
| Belle Alliance (Avenue de la)                | Chaussée de Waterloo - Avenue de Diane                             | Voie carrossable qui traverse la première partie du bois en diagonale. |       |
| Bergeronnettes (Sentier des)                 | Avenue Victoria - Chemin de l'Aube                                 | |       |
| Blaireaux (Allée des)                        | Avenue du Vivier d'Oie - Avenue des Genêts                         | en prolongeant le chemin des Oiseleurs, traverse l'allée du Turf et l'avenue de Groenendael pour atteindre le lac du bois de la Cambre                                                            |       |
| Boitsfort (Avenue de)                        | Chaussée de la Hulpe et Drève de Lorraine - Avenue de la Sapinière | |       |
| Bolets (Chemin des)                          |                                                                    | Ce chemin se trouve au milieu du lac, sur l'Ile Robinson. |       |
| Canotiers (Sentier des)                      | Chemin des Iris - Sentier de l'Embarcadère                         | |       |
| Cérès (Avenue de)                            |                                                                    | |       |
| Champ de Course (Avenue du)                  |                                                                    | |       |
| Cinéraires (Sentier des)                     | Chemin du Gymnase - Avenue Victoria                                | |       |
| Coursiers (Allée des)                        | Avenue des Genêts - Avenue de Boitsfort                            | entièrement longée par les arbres, elle est une des plus longues allées du bois de la Cambre |       |
| Crépuscule (Chemin du)                       | Allée des Arroches - Avenue de Diane                               | premier chemin qui relie la ville de Bruxelles au bois de la Cambre |       |
| Croquet (Chemin du)                          | Avenue de Diane - Chemin du Pont Rustique                          | |       |
| Derby (Allée du)                             |                                                                    | |       |
| Diane (Avenue de)                            | Avenue Louise-Avenue du Panorama                                   | |       |
| Écureuils (Sentier des)                      |                                                                    | |       |
| Embarcadère (Sentier de l’)                  |                                                                    | |       |
| Endymion (Chemin)                            |                                                                    | |       |
| Équipages (Allée des)                        | Avenue de l'Orée - Chemin de Watermael et avenue de la Sapinière   | Allée autrefois réservée aux cavaliers, proche d'un abri-cavaliers |       |
| Flore (Avenue de)                            | Avenue de la Sapinière - Avenue Lloyd George et Avenue Louise      | Flore est une nymphe de la mythologie romaine. |       |
| Genêts (Avenue des)                          |                                                                    | |       |
| Graminées (Chemin des)                       |                                                                    | |       |
| Groenendael (Avenue de)                      |                                                                    | |       |
| Gymnase (Chemin du)                          |                                                                    | |       |
| Hallali (Chemin de l’)                       |                                                                    | |       |
| Haras (Chemin du)                            |                                                                    | |       |
| Iris (Chemin des)                            |                                                                    | |       |
| Jeu de Criquet (Allée du)                    |                                                                    | |       |
| Joubardes (Chemin de)                        |                                                                    | |       |
| Laiterie (Avenue de la)                      |                                                                    | Voie carrossable qui traverse la première partie du bois en diagonale. |       |
| Lézards (Chemin des)                         |                                                                    | |       |
| Lisière (Avenue de la)                       |                                                                    | |       |
| Longchamp (Sentier)                          |                                                                    | |       |
| Lucioles (Chemin des)                        |                                                                    | |       |
| Mauves (Avenue des)                          |                                                                    | |       |
| Mésanges (Sentier des)                       |                                                                    | |       |
| Meute (Chemin de la)                         |                                                                    | |       |
| Mimules (Chemin des)                         |                                                                    | |       |
| Minotaure (Allée du)                         |                                                                    | |       |
| Morilles (Sentier des)                       |                                                                    | |       |
| Muscardins (Sentier des)                     |                                                                    | |       |
| Myosotis (Sentier des)                       |                                                                    | |       |
| Myrtilles (Sentier des)                      |                                                                    | |       |
| Nénuphars (Chemin des)                       |                                                                    | |       |
| Ombre (Chemin de l’)                         |                                                                    | |       |
| Panorama (Avenue du)                         |                                                                    | |       |
| Patineurs (Chemin des)                       |                                                                    | |       |
| Pelouses (Chemin des)                        |                                                                    | |       |
| Pinsons (Sentier des)                        |                                                                    | |       |
| Pont Rustique (Chemin du)                    |                                                                    | |       |
| Pouillots (Chemin des)                       |                                                                    | |       |
| Primevères (Chemin des)Rameurs (Sentier des) |                                                                    | |       |
| Rendez-vous de Chasse                        |                                                                    | |       |
| Réservoir (Avenue du)                        |                                                                    | |       |
| Saint-Job (Avenue de)                        |                                                                    | |       |
| Sapinière (Avenue de la)                     |                                                                    | Cette avenue fit partie du parcours du Tour de France 2019 |       |
| Serpolet (Chemin du)                         |                                                                    | |       |
| Servais (Square Jean)                        |                                                                    | |       |
| Sittelles (Sentier des)                      |                                                                    | |       |
| Statices (Chemin des                         |                                                                    | |       |
| Taupes (Chemin des)                          |                                                                    | Ce chemin se trouve au milieu du lac, sur l'Ile Robinson. |       |
| Traqueurs (Chemin des)                       |                                                                    | |       |
| Turf (Allée du)                              |                                                                    | Allée encore réservée aux cavaliers. |       |
| Vanneaux (Sentier des)                       |                                                                    | |       |
| Vénerie (Allée de la)                        |                                                                    | |       |
| Watermael (Avenue de)                        |                                                                    | Ancienne voie carrossable du bois de la Cambre, à présent fermée à la circulation des véhicules                                                                                                   |       |